# Salacia mamba
Salacia mamba là một loài thực vật thuộc họ Celastraceae. Loài này có ở Cameroon, Cộng hòa Congo, và Gabon. Môi trường sống tự nhiên của chúng là rừng ẩm vùng đất thấp nhiệt đới hoặc cận nhiệt đới. Chúng hiện đang bị đe dọa vì mất môi trường sống.